# Steirodontini
Steirodontini – plemię owadów prostoskrzydłych z rodziny pasikonikowatych i podrodziny długoskrzydlakowych. Rodzajem typowym jest Steirodon Serville, 1831.

## Zasięg występowania
Przedstawiciele tego plemienia występują w Ameryce Południowej oraz płd. części Ameryki Północnej. 

## Systematyka
Do Steirodontini zaliczanych jest 56 gatunków zgrupowanych w 5 rodzajach:
- Cnemidophyllum
- Emsleyfolium
- Nicklephyllum
- Steirodon
- Stilpnochlora